# Kelly Gissendaner
Kelly Renee Gissendaner (8 de marzo de 1968 - 30 de septiembre de 2015) fue una reclusa estadounidense ejecutada en el estado de Georgia. Gissendaner había sido declarada culpable de haber planificado el asesinato de su marido Douglas Gissendaner de 30 años, ocurrido en 1997. Pese a que hubo protestas y varios pedidos de clemencia para que se conmutara la pena, incluyendo el del papa Francisco, su ejecución no se detuvo.
Hasta el momento de su muerte, ella era la única mujer en el corredor de la muerte en Georgia, y la única mujer en ser ejecutada en dicho estado en 70 años desde la ejecución de Lena Baker en 1945.

## Primeros años y familia
Kelly Brookshire nació el 8 de marzo de 1968 en Lawrenceville, Georgia, en una familia pobre de agricultores de algodón. De acuerdo con documentos de la corte, ella fue abusada sexualmente por su padrastro y otros hombres durante su infancia y adolescencia. Durante su último año de la escuela secundaria también sufrió un abuso sexual. Nueve meses más tarde, nació su primer hijo. En 1987, a los 19 años, Kelly se casó con su primer marido. Permanecieron juntos durante seis meses.
Kelly se casó con Douglas Gissendaner por primera vez el 2 de septiembre de 1989. Tuvieron un bebé juntos, ambos perdieron sus puestos de trabajo y se mudaron con la madre de Kelly. La pareja se divorció en 1993. Kelly se unió al Ejército mientras estaba embarazada de otro hombre quien después murió de cáncer. En mayo de 1995, se volvió a casar con Douglas. En diciembre de 1996, la pareja compró una casa juntos en Auburn, Georgia.
Kelly, además de tener una hija con Douglas Gissendaner, tuvo otros dos hijos varones. Douglas era el padrastro de sus hijos.

## Crimen
El viernes 7 de febrero de 1997, el amante de Kelly, Gregory Bruce Owen se escondió cerca de la casa de la pareja en Auburn, Georgia. Cuando Douglas Gissendaner llegó, Owen obligó a Douglas a entrar en su automóvil a punta de cuchillo y lo llevó a una zona boscosa en el condado de Gwinnett cerca de Harbins Park. Después de golpear a Douglas en la cabeza con una porra, Owen apuñaló a Douglas Gissendaner en el cuello varias veces. Cuando Kelly Gissendaner llegó al lugar momentos después, los dos prendieron fuego al automóvil de Douglas y escondieron el cuerpo en el bosque.
El motivo por el que Kelly había planeado el asesinato, según los fiscales y según la confesión de su amante y asesino material, fue para que ella pudiera quedarse con la casa y además obtener un pago de la póliza de seguro de vida de su marido. Además que quería deshacerse de Douglas de su vida.

## Juicio y condena
Su amante y autor material del asesinato, Gregory Bruce Owen, decidió declararse culpable del asesinato a cambio de una reducción de su pena; recibió una condena de 25 años a cadena perpetua y podrá solicitar la libertad condicional en el año 2022. Gissendaner decidió enfrentar el juicio y fue condenada a muerte por su participación en el asesinato el 20 de noviembre de 1998.

## Ejecución

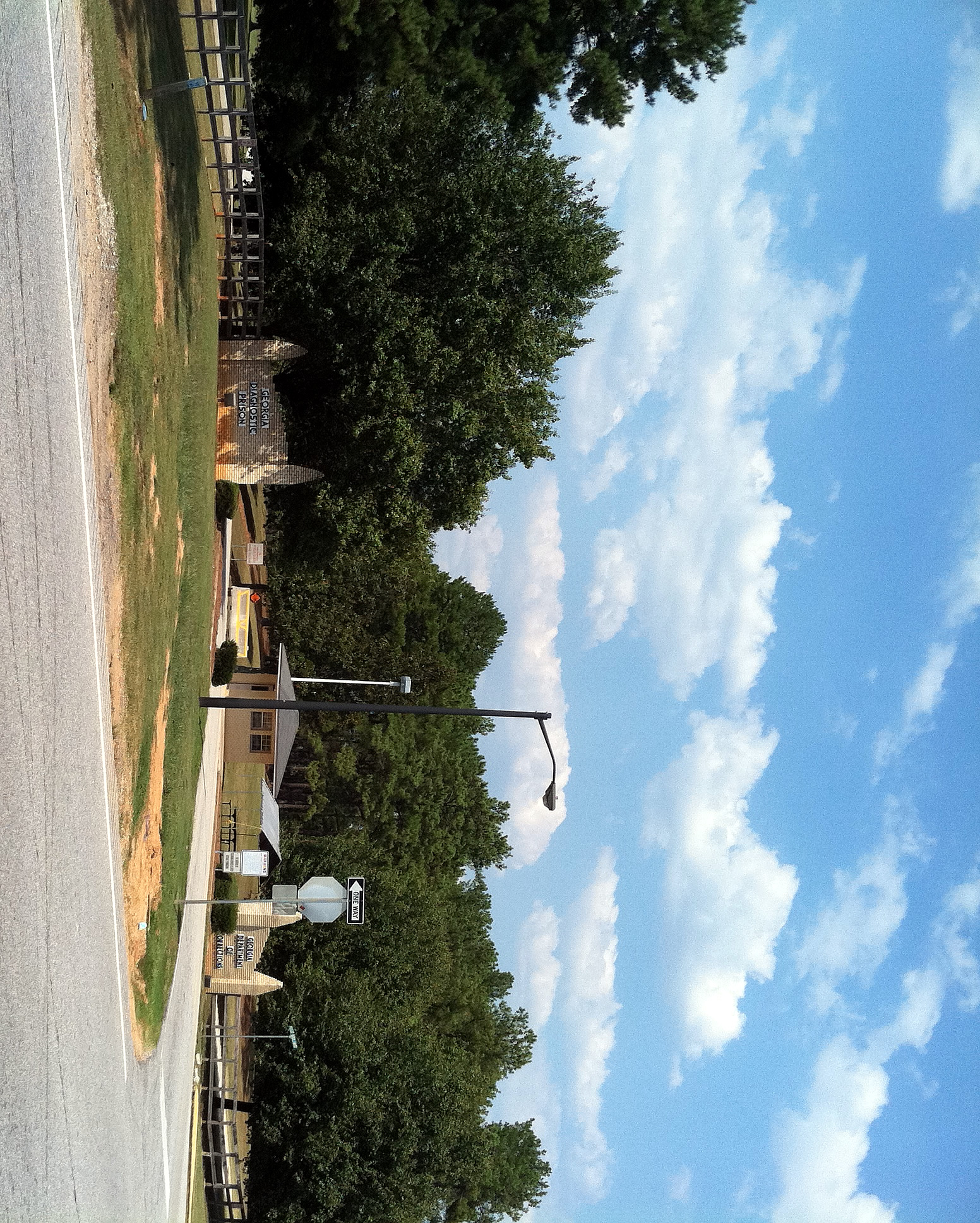
Prisión estatal de Diagnóstico y Clasificación de Georgia, donde se llevó a cabo la ejecución

Su ejecución se había programado en primera instancia para el 25 de febrero de 2015, pero debido al mal tiempo fue pospuesta. El 2 de marzo de ese mismo año se fijó como nueva fecha de ejecución; pero la nueva fecha de ejecución se vio suspendida debido a que el pentobarbital (que es la droga de uso común para las ejecuciones) parecía estar turbio. El 29 de septiembre de ese mismo año volvió a fijarse como fecha de ejecución de Gissendaner; se hicieron varios pedidos de clemencia a cambio de que se le conmute la pena por cadena perpetua. Los hijos de Gissendaner, que la habían perdonado por su delito, y varias personas que se habían congregado frente a la prisión donde se encontraba, sus abogados e incluso una carta expresa del papa Francisco solicitaban una conmutación de su pena.
Finalmente pese a las protestas la ejecución se demoró hasta la madrugada del miércoles 30 de septiembre hasta ser ejecutada mediante inyección letal a las 12:21 a. m. (ET). Gissendaner lloró y cantó "Amazing Grace" antes de que fuera ejecutada. "Los bendigo a todos", dijo. "Te amo Susan", le dijo a su abogada, quien le respondió con las mismas palabras, para luego hundir la cara entre sus manos en un llanto.
"Dile a mis hijos que me fui cantando Amazing Grace. Dile a la familia Gissendaner (por la de su esposo) que lamento mucho que un hombre tan extraordinario perdiera la vida por mi culpa. Si pudiera revertirlo, lo haría. Solo espero que encuentren paz y felicidad".